# Barylambda
Barylambda es un género extinto de mamíferos pantodontos que vivió del Paleoceno Medio al Paleoceno Superior. Como otros pantodontos, Barylambda era un pesado plantígrado con cinco dedos en cada pie. Actualmente se reconocen tres especies de Barylambda. Barylambda se extinguió a finales del Paleoceno, con el advenimiento de Coryphodon, un género de pantodonto más grande y avanzado.

## Anatomía y posible ecología

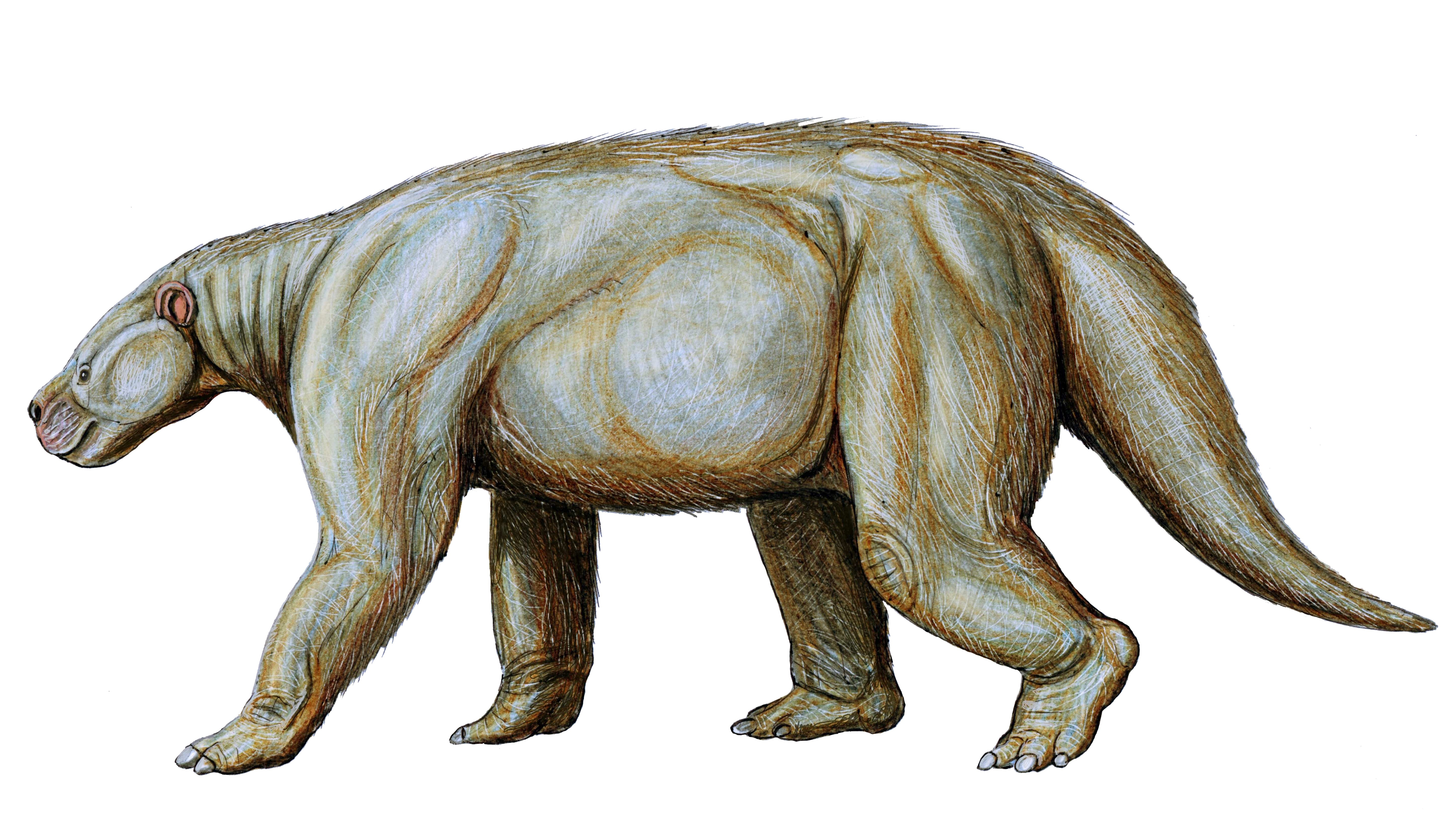
Reconstrucción de B. faberi

En vida, Barylambda probablemente se parecía a un rinoceronte con una cabeza pequeña, una cola larga y bien desarrollada y patas similares a las de un oso. Las vértebras de la cola era inusualmente grandes; el animal puede haber sido capaz de erguirse y apoyarse sobre sus patas traseras y su cola para poder alcanzar la vegetación alta. Debido a la apariencia generalizada de sus dientes, la presencia de bien desarrollados dientes caninos solo en los machos, la superficie desgastada y los bordes cortantes en los molares, y la pesada constitución del animal sugieren que era un herbívoro. Medía cerca de 2.5 metros de largo con un peso de unos 650 kilogramos, un tamaño similar al de un poni. Barylambda era grande incluso para un pantodonto, ya que su tamaño probablemente lo protegía de los carnívoros contemporáneos. La criatura probablemente era similar en forma y ecología a los perezosos terrestres o a los tapires, ramoneando en el follaje y en la vegetación suave.